# Toronto Neil McNeil Maroons
Toronto Neil McNeil Maroons byl kanadský juniorský klub ledního hokeje, který sídlil v Torontu v provincii Ontario. V letech 1962–1963 působil v juniorské soutěži Ontario Hockey Association (později Ontario Hockey League). Své domácí zápasy odehrával na pozemcích Neil McNeil Catholic High School ve Scarborough. Klubové barvy byly kaštanově hnědá a bílá.
Nejznámější hráči, kteří prošli týmem, byli např.: Mike Corrigan, Gary Dineen, Bill MacMillan, Jim McKenny, Gerry Meehan, Rod Seiling, Gary Smith nebo Mike Walton.

## Přehled ligové účasti
Zdroj: 
- 1962–1963: Ontario Hockey Association (Divize Metro Junior A)